# Technosignatur
Eine Technosignatur oder ein Technomarker ist jede messbare Eigenschaft oder Wirkung, die einen wissenschaftlichen Beweis für vergangene oder gegenwärtige Technologie liefert. Technosignaturen sind analog zu den Biosignaturen, die das Vorhandensein von Leben, ob intelligent oder nicht, signalisieren. Einige Autoren bevorzugen es, Funkübertragungen von dieser Definition auszuschließen, allerdings ist eine solch restriktive Definition nicht weit verbreitet. Die US-amerikanische Astronomin und vormalige Direktorin am Search for Extraterrestrial Intelligence (SETI)-Forschungszentrum, Jill Tarter, hatte vorgeschlagen, die Suche nach außerirdischer Intelligenz (SETI) in „Suche nach Technosignaturen“ umzubenennen.

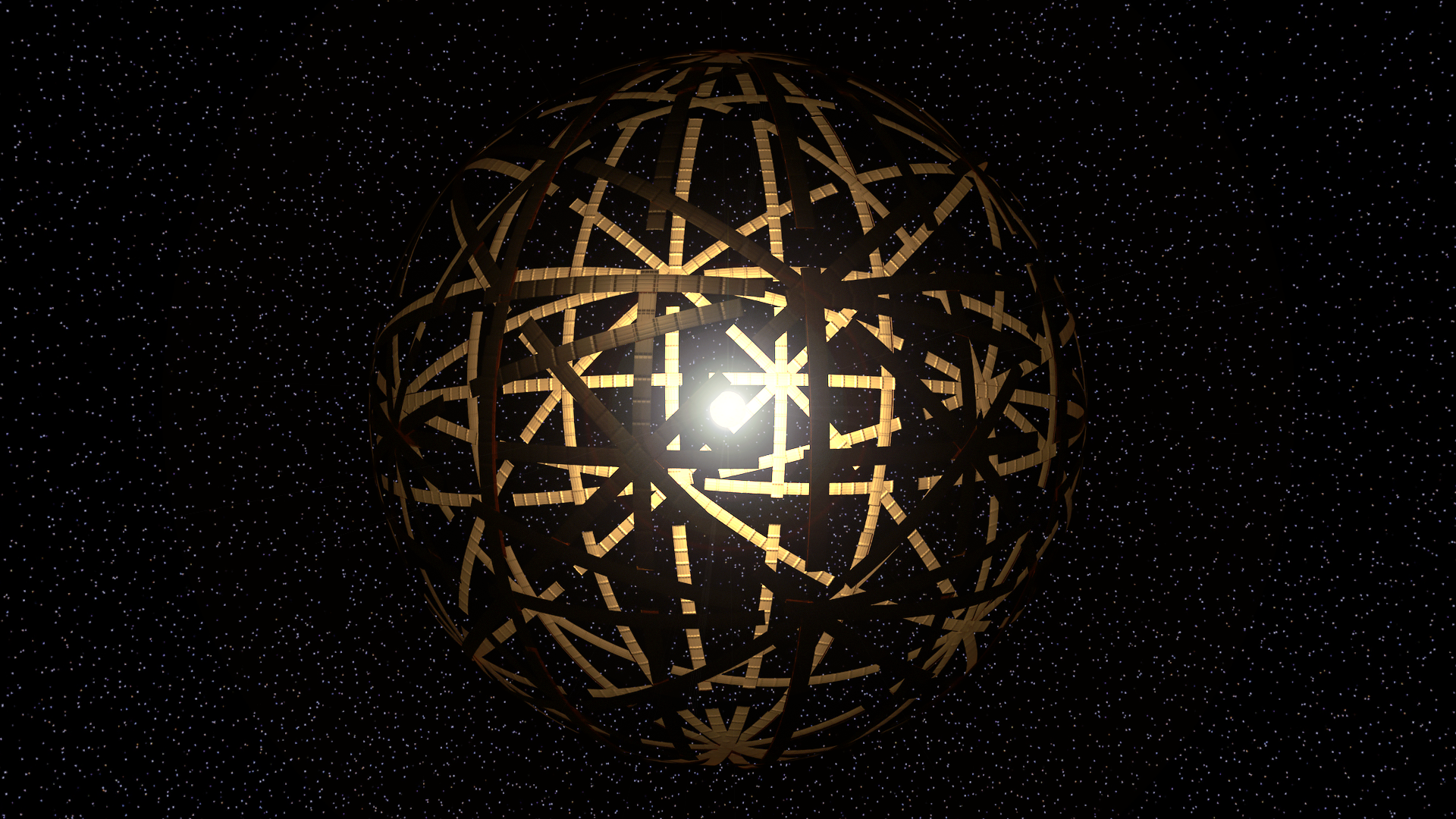
Dyson-Sphäre

Verschiedene Arten von Technosignaturen wie z. B. Strahlungsleckagen von megaskaligen Astro-Engineering-Installationen wie Dyson-Sphären, das Licht einer extraterrestrischen Ecumenopolis oder „Shkadov“- bzw. Stellar-Triebwerke mit der Kraft, die Bahnen von Sternen um das galaktische Zentrum zu verändern, können mit Hyperteleskopen nachweisbar sein. Einige Beispiele für Technosignaturen werden in Paul Davies’ Buch The Eerie Silence von 2010 beschrieben, obwohl die Begriffe „Technosignatur“ und „Technomarker“ in dem Buch nicht vorkommen.

## Astro-Engineering-Projekte
Eine Dyson-Sphäre, konstruiert von Lebensformen, die in der Nähe eines sonnenähnlichen Sterns leben, würde eine Erhöhung der Menge an Infrarotstrahlung im emittierten Spektrum des Sternsystems verursachen. Daher wählte Freeman Dyson den Titel Search for Artificial Stellar Sources of Infrared Radiation (deutsch Suche nach künstlichen stellaren Quellen infraroter Strahlung) für seinen Aufsatz von 1960 zu diesem Thema. SETI hatte diese Annahmen bei seiner Suche übernommen und sucht nach solchen „infrarotlastigen“ Spektren von sonnenähnlichen Sternen. Seit 2005 führt das Fermilab eine fortlaufende Durchmusterung nach solchen Spektren durch, wobei Daten des Infrared Astronomical Satellite analysiert werden.
Eine der vielen Infrarotquellen als Dyson-Sphäre zu identifizieren, würde verbesserte Techniken zur Unterscheidung zwischen einer Dyson-Sphäre und natürlichen Quellen erfordern. Das Fermilab entdeckte 17 „zweideutige“ Kandidaten, von denen vier als „amüsant, aber immer noch fragwürdig“ bezeichnet wurden. Andere Suchen ergaben ebenfalls mehrere Kandidaten, die unbestätigt blieben. Im Oktober 2012 erhielt der Astronom Geoff Marcy, einer der Pioniere bei der Suche nach extrasolaren Planeten, ein Forschungs-Stipendium, um Daten des Kepler-Weltraumteleskops zu durchsuchen, mit dem Ziel, mögliche Anzeichen von Dyson-Sphären zu entdecken.
„Shkadov“-[Stellar]-Triebwerke mit der hypothetischen Fähigkeit, die Umlaufbahnen von Sternen zu verändern, um verschiedenen Gefahren für das Leben wie kalten Molekülwolken oder Kometeneinschlägen auszuweichen, wären ebenfalls auf ähnliche Weise nachweisbar wie die transitierenden extrasolaren Planeten, die von Kepler gesucht wurden. Im Gegensatz zu Planeten würden die Triebwerke jedoch scheinbar abrupt über der Oberfläche eines Sterns stoppen, anstatt ihn vollständig zu überqueren, was ihren technologischen Ursprung offenbaren würde. Darüber hinaus könnten Beweise für den gezielten Abbau extrasolarer Asteroiden auch auf Extraterrestrische Intelligenz (ETI) hinweisen.

## Planetarische Analyse

### Künstliche Wärme und Licht
Verschiedene Astronomen, darunter Avi Loeb vom Harvard-Smithsonian Center for Astrophysics und Edwin L. Turner von der Princeton University, haben vorgeschlagen, dass künstliches Licht von außerirdischen Planeten, wie das von Städten, Industrien und Verkehrsnetzen, entdeckt werden könnte und die Anwesenheit einer fortgeschrittenen Zivilisation signalisiert. Solche Ansätze gehen allerdings von der Annahme aus, dass die von der Zivilisation erzeugte Strahlungsenergie relativ gebündelt wäre und daher leicht entdeckt werden könnte.
Licht und Wärme, die bei Planeten entdeckt werden, müssen von natürlichen Quellen unterschieden werden, um die Existenz von intelligentem Leben auf einem Planeten schlüssig zu beweisen. So zeigte das Black-Marbles-Experiment der NASA 2012, dass bedeutende stabile Licht- und Wärmequellen auf der Erde, wie z. B. chronische Waldbrände im trockenen
Western Australia, aus unbewohnten Gebieten stammen und natürlich vorkommen.

### Atmosphärische Analyse

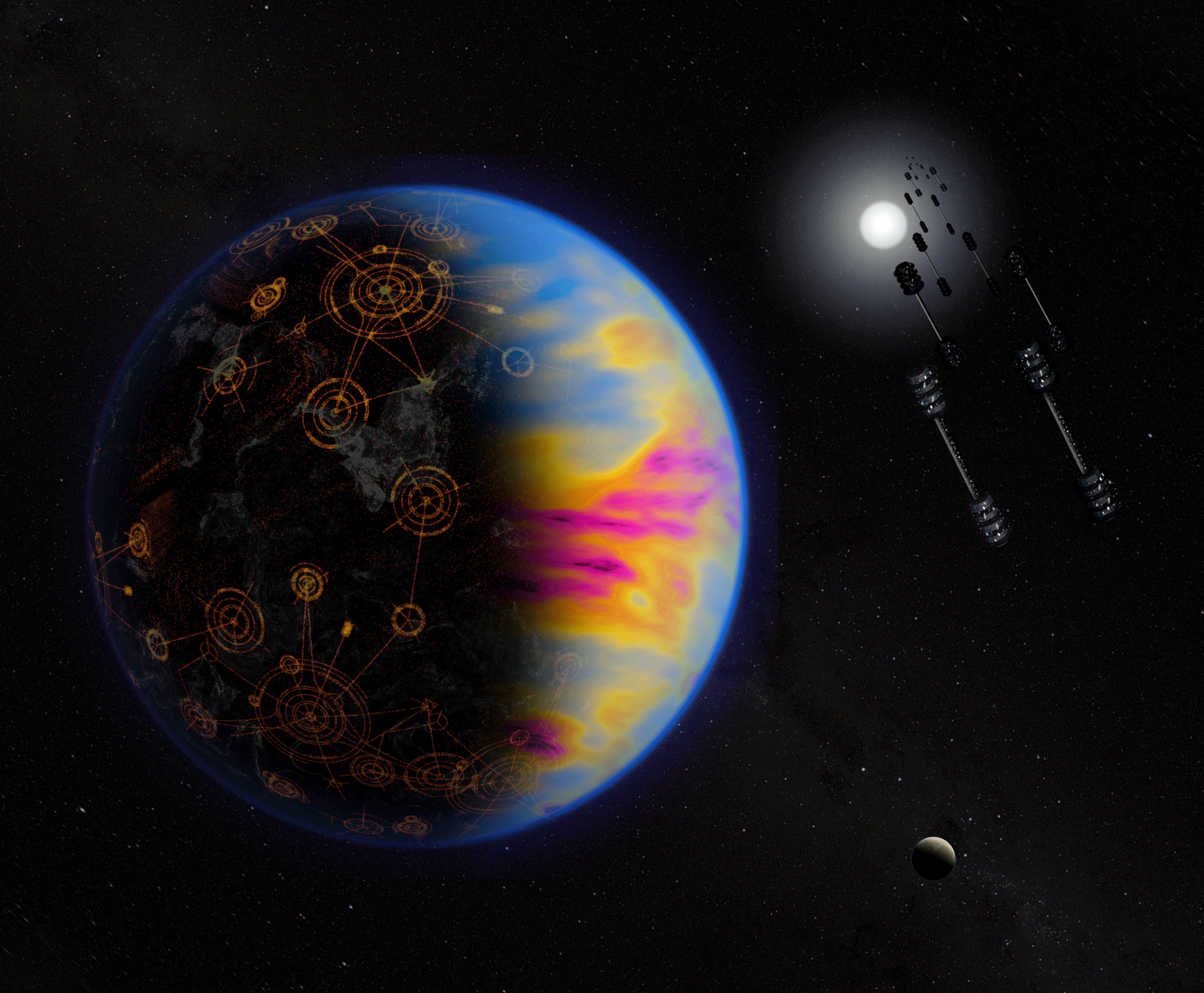
Illustration einer fortgeschrittenen ET-Zivilisation mit industrieller Luftverschmutzung

Die Analysen der Atmosphären von Planeten, wie sie bereits auf verschiedenen Körpern des Sonnensystems und in rudimentärer Weise auf einigen extrasolaren Heißen Jupitern durchgeführt wurden, könnten das Vorhandensein von Chemikalien aufdecken, die von technologischen Zivilisationen produziert wurden. Zum Beispiel sind atmosphärische Emissionen der Industrie auf der Erde, einschließlich Stickstoffdioxid und Fluorchlorkohlenwasserstoffe (FCKW), vom Weltraum aus nachweisbar. Laut einer Studie könnte künstliche Luftverschmutzung durch Stickstoffdioxid mit Werten nahe der heutigen auf extrasolaren Planeten und auf der Erde bereits mit bestehender oder bald verfügbarer Teleskoptechnik nachweisbar sein.

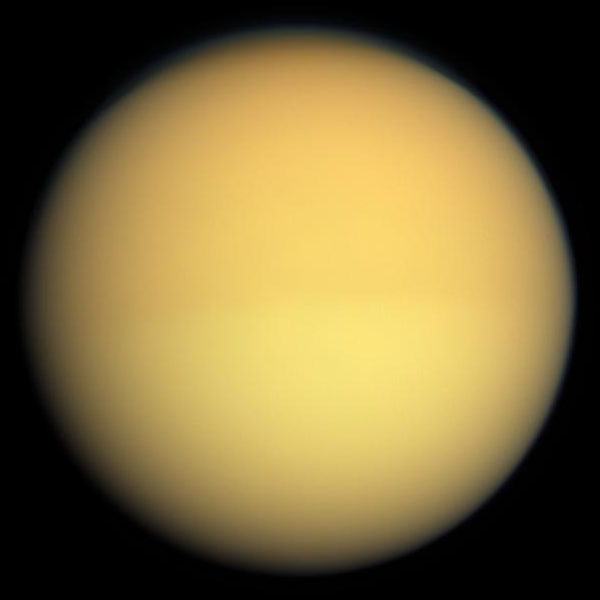
Titan im sichtbaren Licht

Künstliche Verschmutzung könnte also auch auf extrasolaren Planeten nachweisbar sein. Es besteht jedoch die Möglichkeit einer Fehldetektion; zum Beispiel weist die Atmosphäre des Titan nachweisbare Signaturen komplexer Chemikalien auf, die dem ähneln, was auf der Erde industrielle Schadstoffe sind, obwohl sie nicht das Nebenprodukt einer Zivilisation sind. Einige SETI-Wissenschaftler haben vorgeschlagen, nach künstlichen Atmosphären zu suchen, die durch planetares Engineering geschaffen wurden, um bewohnbare Umgebungen für die Kolonisierung durch eine extraterrestrische Intelligenz (ETI) zu erzeugen.

## Extraterrestrische Artefakte und Raumfahrzeuge

### Raumfahrzeuge

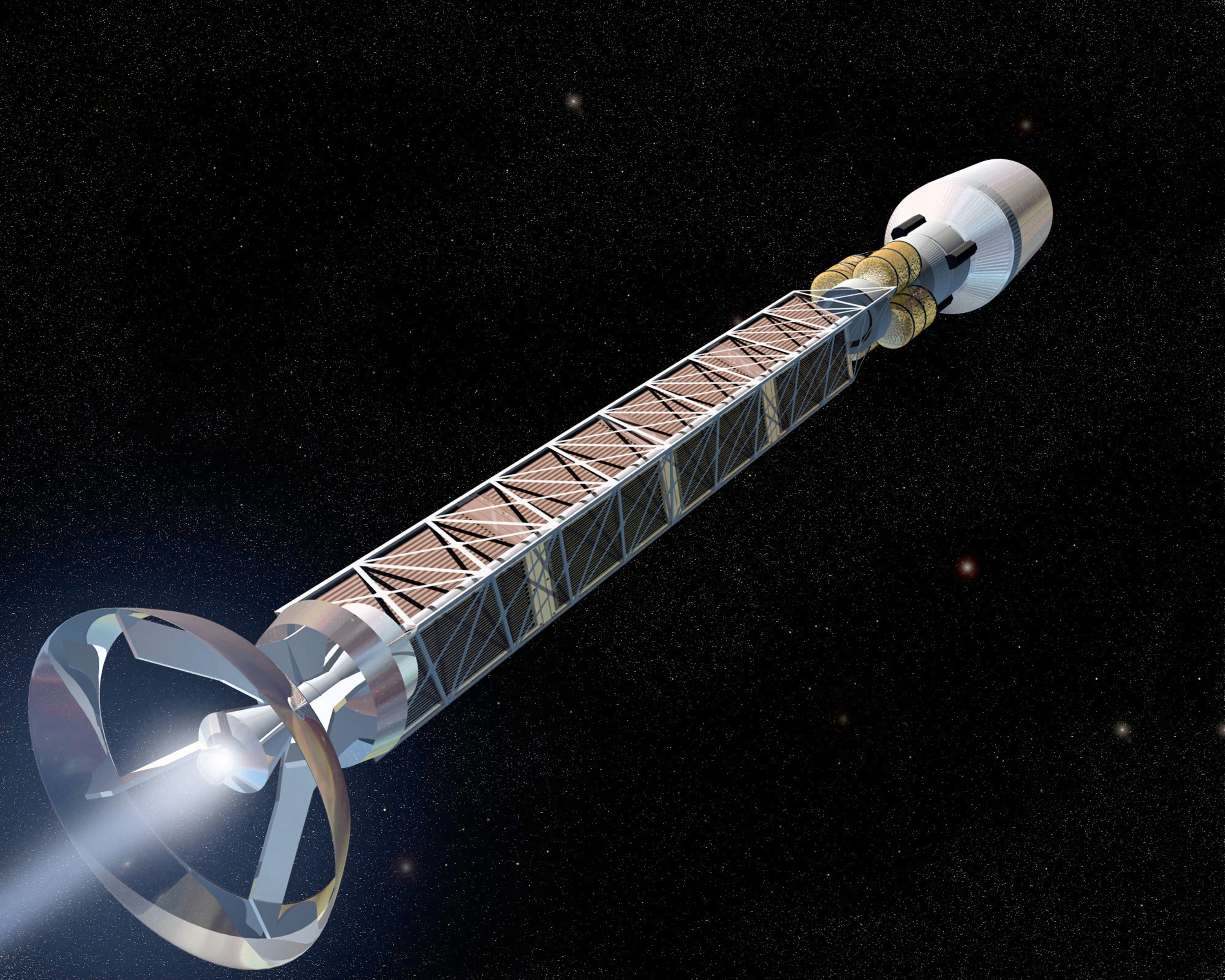
Modell einer Antimaterie-Rakete

Interstellare Raumfahrzeuge (Raumschiffe) könnten aus Hunderten bis Tausenden von Lichtjahren Entfernung durch verschiedene Formen von Strahlung nachweisbar sein, z. B. durch die von einer Antimaterie-Rakete emittierten Photonen oder durch Zyklotronstrahlung aus der Wechselwirkung eines Magnetsegels mit dem interstellaren Medium (ISM). Ein solches Signal wäre leicht von einem natürlichen Signal zu unterscheiden und könnte somit die Existenz außerirdischen Lebens eindeutig belegen, sollte es entdeckt werden. Darüber hinaus könnten auch kleinere Bracewell-Sonden innerhalb des Sonnensystems selbst mittels optischer oder radioaktiver Suche nachweisbar sein.

### Satelliten
Eine weniger fortschrittliche Technologie, die dem derzeitigen technologischen Stand der Menschheit näher kommt, ist der Clarke-Exobelt (CEB), den der Astrophysiker Hector Socas-Navarro vom Instituto de Astrofísica de Canarias vorgeschlagen hatte. Dieser hypothetische Exobelt (deutsch Exogürtel) würde von allen künstlichen Satelliten gebildet werden, die geostationäre/geosynchrone Umlaufbahnen um einen Exoplaneten besetzen. Simulationen deuten darauf hin, dass ein sehr dichter Satellitengürtel (der nur eine mäßig fortgeschrittenere Zivilisation als die unsere voraussetzt) mit bestehender Technologie in den Lichtkurven von durchziehenden Exoplaneten nachweisbar wäre.

### Von-Neumann-Sonden

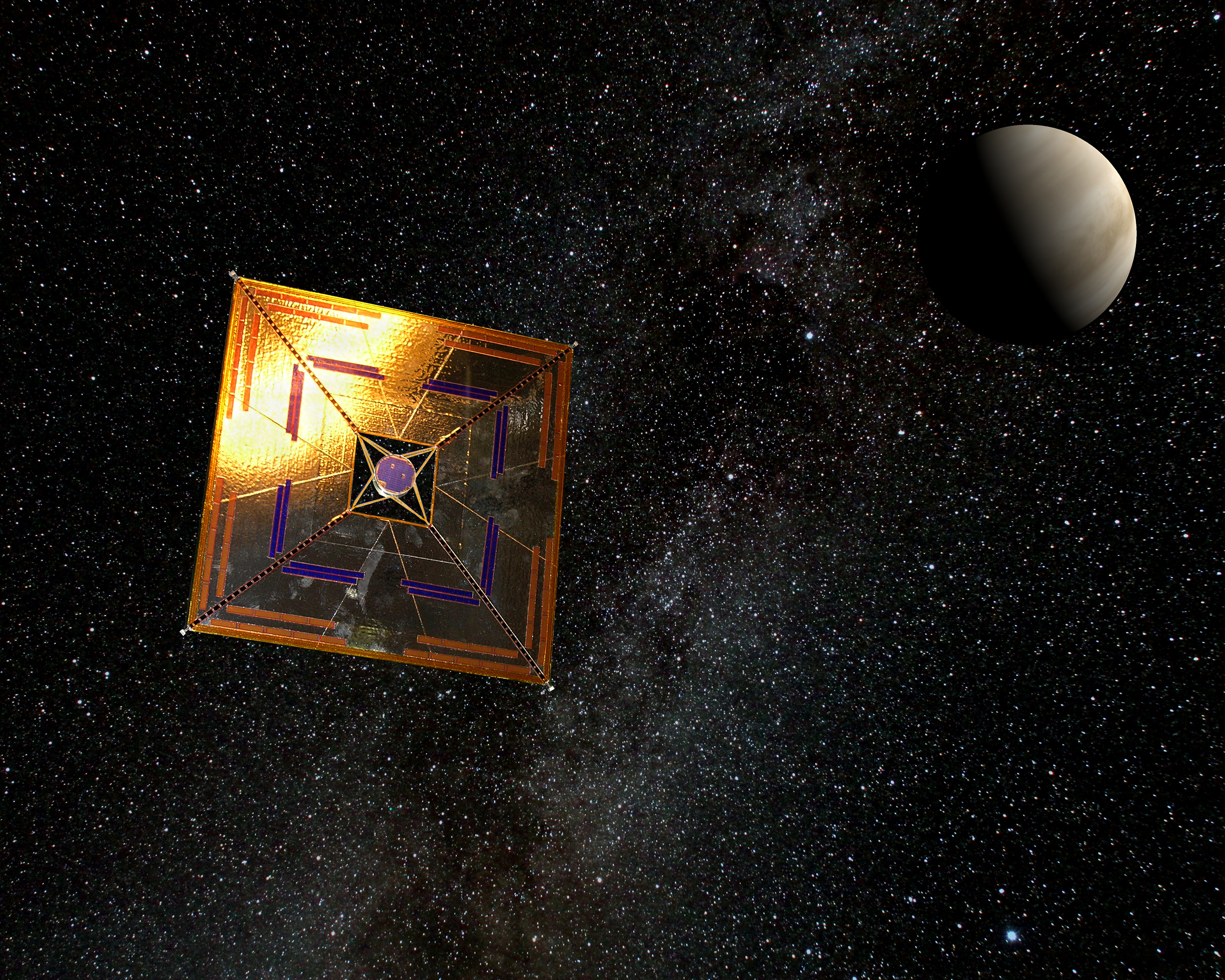
Das IKAROS-Lichtsegel aus dem Jahr 2010

Sofern keine dies verhindernden Zerstörungsmechanismen oder Tarntechnologien angewendet werden, könnten Von-Neumann-Sonde oder deren Kommunikationsnetzwerke möglicherweise innerhalb unseres Sonnensystems oder in nahegelegenen Stern-basierten Systemen entdeckbar sein, falls sie sich dort befinden.

## Signale
Die einfachsten oder wahrscheinlichsten künstlichen Signale, die von entfernten Beobachtungspunkten von der Erde aus detektiert werden können, sind Radioimpulse, die während des Kalten Krieges von Frühwarn- und Weltraumüberwachungsradaren zur Erkennung antiballistischer Raketen (ABM) ausgesendet wurden. Im Gegensatz zu konventionellen Radio- und Fernsehsendungen, von denen man annimmt, dass sie bereits nach relativ kurzen Entfernungen nicht mehr detektierbar sind, könnten solche Signale von sehr weit entfernten Empfangsstationen erkannt werden, wobei jede einzelne davon kurze Episoden von starken Impulsen, die sich in Intervallen von einem Erdtag wiederholen, erkennen würde. Dies könnte verwendet werden, um sowohl die Erde als auch die Anwesenheit einer – Radartechnologie nutzenden – Zivilisation auf ihr zu erkennen.

## Wissenschaftliche Projekte zur Suche nach Technosignaturen
Einer der ersten Versuche, nach Dyson-Sphären zu suchen, wurde 1985 von Vyacheslav Slysh vom Institut für Weltraumforschung der Russischen Akademie der Wissenschaften in Moskau unternommen, der Daten des Infrared Astronomical Satelliten (IRAS) verwendete.
Eine andere Suche nach Technosignaturen, etwa 2001, beinhaltete eine Analyse von Daten des Compton Gamma Ray Observatory nach Spuren von Antimaterie – die – abgesehen von einem „faszinierenden Spektrum, das wahrscheinlich nichts mit SETI zu tun hat“, leer ausging.
Im Jahr 2005 führte das Fermilab eine laufende Durchmusterung nach solchen Spektren durch, indem es die Daten von IRAS analysierte. Die Identifizierung einer der vielen Infrarotquellen als Dyson-Sphäre würde verbesserte Techniken zur Unterscheidung zwischen einer Dyson-Sphäre und natürlichen Quellen erfordern. Fermilab entdeckte 17 potenzielle „mehrdeutige Kandidaten“, von denen vier als „amüsant, aber immer noch fragwürdig“ bezeichnet wurden. Andere Suchen ergaben ebenfalls mehrere Kandidaten, die jedoch unbestätigt blieben.

Ein Planetentransit verursacht einen Helligkeitsabfall des beobachteten Sterns.

In einer Arbeit aus dem Jahr 2005 schlug Luc Arnold eine Möglichkeit vor, Planeten anhand ihrer charakteristischen Transit-Lichtkurvensignatur zu erkennen. Er zeigte, dass eine solche Technosignatur in der Reichweite von Weltraummissionen liege, die darauf abzielen, Exoplaneten mit der Transitmethode aufzuspüren, wie bei COROT- oder Kepler-Projekten zu jener Zeit. Das Prinzip des Nachweises bleibt für die zukünftigen Exoplanetenmissionen anwendbar.
Im Jahr 2012 begann ein Trio von Astronomen unter der Leitung von Jason Wright eine zweijährige Suche nach Dyson-Sphären, unterstützt durch Zuschüsse der John Templeton Foundation.
Im Jahr 2013 erhielt Geoff Marcy eine Förderung, um mit Daten des Kepler-Teleskops nach Dyson-Sphären und interstellarer Kommunikation mit Hilfe von Lasern zu suchen. Die US-amerikanische Astronomin Lucianne Walkowicz erhielt ebenfalls eine Förderung, um künstliche Signaturen in der stellaren Photometrie zu entdecken.
Seit 2016 sucht der belgische Astronom Jean-Luc Margot, Professor an der University of California (UCLA) in Los Angeles, mit großen Radioteleskopen nach Technosignaturen.
Im Jahr 2016 wurde vorgeschlagen, dass verschwindende Sterne eine plausible Technosignatur sind. Ein Pilotprojekt, das nach Sternen suchte, die laut der Daten scheinbar verschwunden sind, wurde durchgeführt und fand ein Kandidatenobjekt. Im Jahr 2019 begann das Projekt Vanishing & Appearing Sources during a Century of Observations (VASCO) mit einer allgemeineren Suche nach scheinbar verschwindenden und erscheinenden Sternen und anderen astrophysikalischen Transienten. Sie identifizierten 100 rote Transienten „höchstwahrscheinlich natürlichen Ursprungs“, während sie 15 % der Bilddaten analysierten. Im Jahr 2020 startete die VASCO-Kollaboration ein Citizen-Science-Projekt, bei dem sie Bilder von vielen Tausend Kandidatenobjekten unter die Lupe nahmen. Das Citizen-Science-Projekt wird in enger Zusammenarbeit mit Schulen und Amateurvereinen vor allem in afrikanischen Ländern durchgeführt, das VASCO-Projekt wurde als „die vielleicht allgemeinste Artefaktsuche bis heute“ bezeichnet.
Im Juni 2020 erhielt die NASA ihren ersten SETI-spezifischen Zuschuss seit drei Jahrzehnten. Der Zuschuss finanzierte die erste von der NASA unterstützte Suche nach Technosignaturen von fortgeschrittenen außerirdischen Zivilisationen, die keine Radiowellen sind, einschließlich der Erstellung und des Bestands einer Online-Technosignatur-Bibliothek.
Im Jahr 2021, startete das Galileo-Projekt ihre Suche nach außerirdischer Technologie auf der Erde oder innerhalb des Sonnensystems.
Breakthrough Listen
Im Dezember 2020 gab das SETI-Institut bekannt, dass man im Rahmen des 2015 gegründeten privat finanzierten Breakthrough-Listen-Forschungsprojekts mit BLC1 einen Kandidaten für ein Radiosignal entdeckt hat, das möglicherweise von dem der Sonne nächstgelegenen Stern Proxima Centauri stammt. Entdeckt wurde das Signal bereits im April und Mai 2019 mit Hilfe des Parkes-Observatoriums in Australien während einer 30-stündigen Beobachtung.
Das Signal mit einer Frequenz von 982,002 MHz ist u. a. deshalb von besonderem Interesse, da es eine sehr schmale Bandbreite aufweist und nach Meinung von Radioastronomen dadurch die Möglichkeit einer natürlichen Radioquelle gemindert wird. Weiter vielversprechend war der Umstand, dass das Signal aus Richtung des nächstgelegenen Sterns Proxima Centauri zu stammen scheint, der von zwei bestätigten Exoplaneten Proxima Centauri b und Proxima Centauri c umrundet wird. Eine scheinbare Verschiebung der Frequenz konnte mit der durch den sich in der habitablen Zone befindlichen Planeten Proxima Centauri b verursachten Doppler-Effekt in Einklang gebracht werden. Bis Dezember 2020 wurde das Signal nicht erneut entdeckt, was notwendig wäre, um das Signal als mögliche Technosignatur bzw. als Technomarker klassifizieren zu können.